# Argument (Linguistik)
Als Argument bezeichnet man in der Linguistik das Gegenstück zu einem Prädikat, wobei beide Begriffe sowohl eine logische als auch eine grammatische Bedeutung haben. 
In der Logik ist ein Prädikat ein Ausdruck, der ungesättigt ist und sich erst mit Argumenten verbinden muss, um insgesamt eine Aussage zu bilden, die wahr oder falsch sein kann. Beispielsweise ist das Verb schlafen darstellbar als ein logisches Prädikat schlafen’, das sich mit einem Argument wie dem Ausdruck Hans’ verbindet, um die Aussage schlafen’ (Hans’) zu bilden (die den deutschen Satz „Hans schläft“ vereinfacht darstellt). Dadurch, dass ein Prädikat mit seinem Argument verbunden wird, ändert sich also der logische Typ, nämlich im Beispiel von einem ungesättigten Ausdruck zu einem gesättigten (einem logischen Satz); diese Veränderung zu bewirken ist die Eigenschaft, die den Begriff des Arguments hauptsächlich ausmacht.
Die Bezeichnung Argument in der Bedeutung als grammatischer Begriff ist hieran angelehnt: Grammatische Argumente sind diejenigen Teile eines natürlichsprachlichen Satzes, die logische Argumente bezeichnen (d. h. die Argumente in der logischen Wiedergabe des Satzinhalts). In der Grammatik dient der Begriff der Valenz eines Prädikates zum Ausdruck der Tatsache, dass von einem Prädikat „Leerstellen“ eröffnet werden, die von Argumenten zu besetzen sind. Dies kann dann in syntaktische oder semantische Valenz differenziert werden. Das Subjekt des deutschen Satzes Hans schläft, also das Substantiv Hans, ist dann ein syntaktisches Argument des Verbs schlafen, unter diesem Aspekt auch als grammatische Ergänzung bezeichnet. Durch die Hinzufügung dieses Ausdrucks zum Verb wird die Valenz des Verbs abgebaut (analog zu dem oben beschriebenen Vorgang der Sättigung in der Logik). Angaben bzw. Adjunkte bewirken so etwas nicht.
Syntaktischen Argumenten kann hierbei auch eine Argumentrolle oder semantische Rolle zugeschrieben werden (wie Agens, Patiens usw.). Unter dem Aspekt ihrer Bedeutung werden syntaktische Argumente auch als Mitspieler, Partizipanten oder Aktanten bezeichnet. Im Unterschied dazu ist ein Expletivum ein Ausdruck, der aussieht wie sonst Argumentausdrücke, aber keine Argumentrolle hat, also ein rein grammatisch erforderlicher Ausdruck ohne logisch darstellbaren Inhalt – zum Beispiel das Pronomen „es“ in: „Es stehen Leute vor der Tür.“
Die formale Darstellung dessen, welche syntaktischen Argumente ein Prädikat verlangt, wird in verschiedenen Traditionen unterschiedlich als „Argumentstruktur“, „Rektionsmodell“ o. ä. bezeichnet.

## Argumenttypen
Beim typischen Fall eines einfachen Satzes handelt es sich beim Prädikat um ein Verb und bei den Argumenten um Nominalphrasen. Die semantischen Rollen (Agens/Patiens …), die von den Argumenten übernommen werden, werden syntaktischen Funktionen in einer Sprache zugeordnet, beispielsweise Subjekt und Objekt. Sprachen unterscheiden sich allerdings darin, wie sie grammatische Funktionen der Art Subjekt / Objekt einteilen.
Im folgenden Beispiel (1) sind Hans (semantische Rolle: Agens, syntaktische Funktion: Subjekt) und Brot (semantische Rolle: Patiens, syntaktische Funktion: Objekt) die Argumente von isst (im Folgenden sind Argumente fett und Prädikate kursiv gesetzt)
(1) Hans isst Brot.
Auch Sätze können als Argumente auftreten:
(2) Hans sieht, dass es regnet.
Ebenso können Nomina, Adjektive oder auch Präpositionen als Prädikate Argumente zu sich nehmen:
(3) die Entdeckung Amerikas
(4) Hans ist auf Maria neidisch.
(5) vor der Tür

## Argumentkodierung
Um syntaktische Argumente, insbesondere die Argumente des Verbs, kenntlich zu machen und ihre Funktion (wie Subjekt/Objekt) anzuzeigen, verwenden Sprachen drei Grundstrategien bzw. Kombinationen derselben.

### Wortstellung
Die Argumente werden je nach Funktion vor oder hinter dem Verb platziert, wie z. B. im Englischen:
| (6) | The boy   | saw | the girl    |  |
|     | Der Junge | sah | das Mädchen |  |

### Kasus
Die Argumente werden mit verschiedenen Kasus markiert, die ihre Funktion anzeigen, wie z. B. im Lateinischen:
| (7) | Puer      | puella-m    | vidit |  |
|     | Junge.NOM | Mädchen-AKK | sah   |  |

### Indexierung
Eigenschaften der Argumente und/oder ihre semantische Rolle werden am Verb markiert („indexiert“), so dass sie anhand der betreffenden grammatischen Merkmale (Person, Genus, Numerus) im Satz wiederaufgefunden werden können. Ein Beispiel ist z. B. im Navajo zu sehen:
| (8) | Ashkii | at'ééd  | yiyiiltsá              |  |
|     | Junge  | Mädchen | 3.SG.OBJ-3.SG.SUBJ-sah |  |

Vor allem dann, wenn die Verbform als der eigentliche Ort gesehen wird, wo das Argument selbst erscheint (statt als Kongruenz mit einer begleitenden Argumentposition im Satz), wird auch der englische Fachausdruck cross-reference verwendet.